# LGA 771
LGA 771 (Socket J) — процессорный разъём на материнских платах для серверов и рабочих станций. Предназначен для установки процессоров Intel Xeon серий 5000, 5200, 5300, 5400 и Intel Core 2 Extreme QX9775.
Полный размер: 58 мм на 60,84 мм.
Сокет имеет всего 771 контакт, диаметром 57,0 мм и шагом между контактами 1,09 мм по горизонтали и 1,17 мм по вертикали. Контакты выполнены из высокопрочного медного сплава.
Существует две версии сокета, отличающиеся материалом, из которого состоят контакты припоя (solder balls) соединяющие сокет с текстолитом материнской платы:
- LGA771 — контакты выполнены из эвтектического сплава — Sn 63 %(± 0,5 %) и Pb 37 %.
- LF-LGA771 — контакты выполнены из сплава без содержания свинца — Sn, Ag 3,0 % и Cu 0,5 %.

## Спецификация
Спецификация сокета описывается документом «LGA 771 Socket Mechanical Design Guide».
Ревизии:
- 001 — Июнь 2006 г.
- 002 — Ноябрь 2006 г.

## Система охлаждения
Устройство охлаждения крепится четырьмя винтами, расстояние между центрами которых 81,28 мм и 38,1 мм. На материнской плате предусмотрены монтажные отверстия диаметром 10,16 мм.

## Двухсокетная реализация
Двухсокетная реализация материнской платы описана в форм-факторах CEB и EEB.